# Euxoamorpha antarctica
Euxoamorpha antarctica là một loài bướm đêm trong họ Noctuidae.